# ロナルド・ラミレス
ロナルド・モントージャ・ラミレス（Ronald Montoya Ramirez、1985年10月17日 - ）は、コロンビアのボリーバル県カルタヘナ出身のプロ野球選手（投手）。現在は、リーガ・コロンビアーナ・デ・ベイスボル・プロフェシオナルのティグレス・デ・カルタヘナに所属している。

## 経歴

### プロ入りとホワイトソックス傘下時代
2004年7月に、シカゴ・ホワイトソックスと契約を結びプロ入りを果たした。
2006年は、傘下ルーキーリーグのベネズエラン・サマーリーグ・ホワイトソックスで17試合(8試合で先発)登板し、4勝4敗1セーブ、防御率4.12、39奪三振を記録した。
2007年は、傘下ルーキーリーグのグレートフォールズ・ボイジャーズで3試合に登板した。その後、傘下ルーキーリーグのブリストル・ホワイトソックス(現：ブリストル・パイレーツ)に昇格した。ここでは、4試合に登板した。同年限りで、退団した。

### エーシズ時代
2008年は、独立リーグであるユナイテッドリーグ・ベースボールのアレクサンドリア・エーシズと契約を結んだ。この年は、21試合(1試合で先発)登板し、1勝2敗、防御率3.81、29奪三振を記録した。同年限りで、退団した。また、この年のコパ・アメリカ・デ・ベイスボルにコロンビア代表に選出され、パナマ戦で登板している。

### スコーピオンズ時代
2009年は、独立リーグであるノース・アメリカン・リーグのユマ・スコーピオンズと契約を結んだ。このチームには、同じコロンビア出身のエミリアーノ・フルートや、後の第3回WBC予選のコロンビア代表に選出され一緒にプレーするクリスチャン・メンドーサ、イスマエル・カストロ、レイナルド・ロドリゲス、イェシド・サラザール、ディオベル・アビラらコロンビア人選手が多く所属していた。
ここでは、17試合(13試合で先発)登板し、2勝7敗、防御率5.80、42奪三振を記録した。同年限りで、退団した。

### スコーピオンズ退団後
スコーピオンズ退団後は、母国コロンビアのリーガ・コロンビアーナ・デ・ベイスボル・プロフェシオナルのティグレス・デ・カルタヘナなどでプレーしている。
2010年には、南アメリカ競技大会の野球部門でコロンビア代表に選出された。また、第16回パンアメリカン競技大会予選の野球競技のコロンビア代表に選出された。
2012年11月には、第3回WBC予選のコロンビア代表に選出された。